# Shontel Brown
Shontel Monique Brown (Cleveland, Ohio, 1975. június 24. – ) amerikai demokrata politikus, 2021 óta Ohio állam 11. választókerületének képviselője az Egyesült Államok kongresszusának alsóházában.

## Életpályája
Édesanyja emberi erőforrások szakembereként, édesapja pedig kosárlabdaedzőként dolgozik. A gimnáziumot a John Adams High Schoolban végezte, A.S. diplomáját pedig a Cuyahoga Közösségi Főiskolán szerezte üzleti menedzsment szakon. Alapfokozatú B.S. diplomáját a Wilberforce Egyetemen szerezte szervezetmenedzsmentből.
1996-ban, tanulmányai befejezése után belépett a privát szektorba és marketingesként, majd értékesítési igazgatóként dolgozott számos különböző cégnél. Saját cégét is megalapította Északkelet-Ohióban, amely technológiával foglalkozik.
2011-ben került először közhivatali pozícióba, amikor, miután elégedetlen lett a városvezetéssel, úgy döntött, indul Warrenswille Heights önkormányzatának egy képviselői székéért. Hét szavazat különbséggel győzedelmeskedett. 2014-ben megválasztották Cuyahoga megye 9. választókörzetének képviselőjének, 2017-ben pedig a megye helyi Demokrata Pártjának elnökének.
Megyei képviselő 2021-ig volt, amikor, egy speciális választás keretében elindult Ohio 11. választókerületének képviselőségéért az Egyesült Államok szövetségi képviselőházában. Ellenfelét, a republikánus Laverne Gore-t több, mint szavazatok 78 százalékával győzte le. Brown-t 2022-ben újraválasztották.

## Politikája
Brown tagja mind a Progresszív, mind az Új Demokrata Koalíciónak. Az előbbi baloldalibb, az utóbbi centristább érdekeket képvisel. Kampánya szerint Brown támogatja az általános egészségügyi szolgáltatások biztosítását minden amerikai számára, a fegyverek nagyobb szabályozását, és az igazságszolgáltatás reformját.